# Phyllanthus leucochlamys
Phyllanthus leucochlamys är en emblikaväxtart som beskrevs av Radcl.-sm.. Phyllanthus leucochlamys ingår i släktet Phyllanthus och familjen emblikaväxter.
Artens utbredningsområde är Tanzania. Inga underarter finns listade i Catalogue of Life.